# مارهای زهرآگین

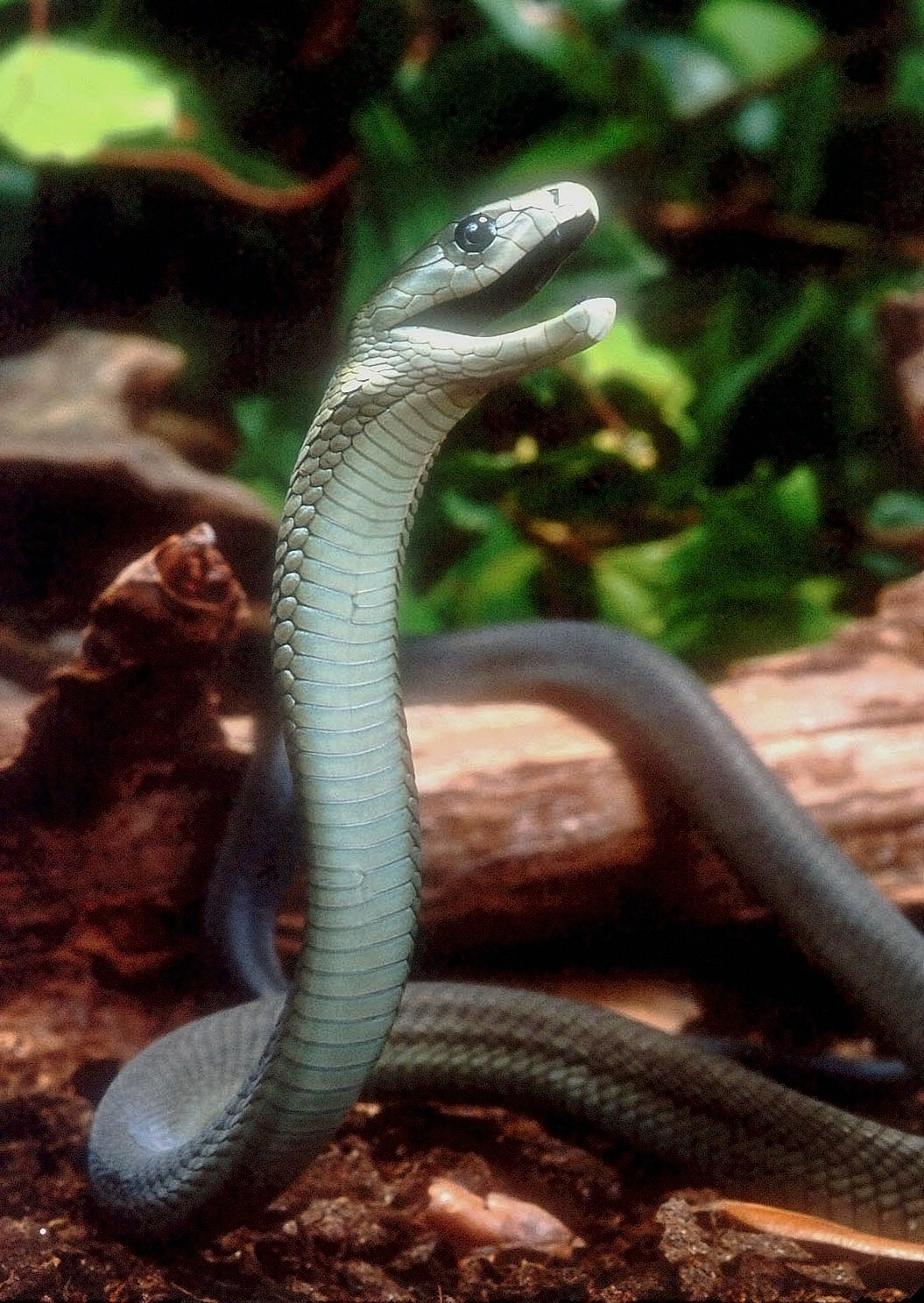
مامبای سیاه به سرعت کارکرد زهرش شناخته شده‌است و در صورت تهدید به سرعت تهاجمی می‌شود.

مارهای زهرآگین یا مارهای سمی به گونه‌هایی از مارها گفته می‌شود که توانایی تولید زهر داشته و از آن زهر در کشتن و هضم طعمه یا دفاع از خود استفاده می‌کنند. کفچه‌ماران، گرزه‌ماران، دشنه‌ماران و برخی از قمچه‌ماران از مهم‌ترین مارهای سمی هستند. حدود یک چهارم از مجموع گونه‌های مارها سمی هستند. ماری بومی استرالیا به نام تایپان غربی دارای سمی‌ترین زهر در میان تمامی مارهای سمی است.

## غلط مصطلح
اغلب گفته می شود که مارهای زهری، سمی هستند. اما سم و زهر یکسان نیستند. سموم باید بلعیده، استنشاق یا جذب شوند، در حالی که زهر باید با وسایل مکانیکی به بدن تزریق شود. 
مارهای پشت‌تیغه‌ای هم سمی و هم زهری هستند چرا که این مارها وزغ های سمی را می خورند و سم آن ها جدا شده و در غدد نوکال مارها ذخیره می شود. 